# Григоровка (Александровская поселковая община)
Григоровка (укр. Григорівка) — село в Александровской поселковой общине Кропивницкого района Кировоградской области Украины.
До 2020 года входило в Александровский район
Население по переписи 2001 года составляло 66 человек. Почтовый индекс — 27342. Телефонный код — 5242.